# Carex baldensis
Espèce
Classification phylogénétique
Carex baldensis est une espèce de plantes du genre Carex et de la famille des Cyperaceae.